# A Night in the Life of Jimmy Reardon
A Night in the Life of Jimmy Reardon es una película de 1988 sobre un graduado de la escuela secundaria quien debe descubrir sí quiere ir a una escuela de negocios a petición de su padre o ir en su propio camino y obtener un trabajo a tiempo completo. Él se ve rebelde a lo largo de la película, pero eventualmente entiende lo que sus padres quieren para él. La película es protagonizada por River Phoenix, Matthew Perry, Ann Magnuson y Meredith Salenger. Es basada en la novela Aren't You Even Gonna Kiss Me Goodbye? por William Richert, quien también dirigió la película.
La película se desvió considerablmente del corte original del director, que ahora está disponible bajo el título Aren't You Even Gonna Kiss Me Goodbye?
Fue filmada en 1986 y lanzada en 1988.

## Trama
Situado en un suburbio rico de Chicago durante la década de 1960, el chico de media clase Jimmy Reardon (River Phoenix) sale con su mejor amigo de clase alta, Fred Roberts (Matthew Perry), y se acuesta con la novia de Fred, Denise Hunter (Ione Skye). Pasa su tiempo escribiendo poesía y bebiendo café mientras decide que hacer después de la escuela secundaria. Sus padres no lo ayudarán a pagar la matrícula a menos que asiste al mismo colegio que su padre fue, pero Jimmy no quiere seguir ese camino. En su lugar, se enfoca con tener dinero suficiente para tener un pasaje de avión para ir a Hawái con su novia, Lisa Bentwright (Meredith Salenger). En la noche de la gran fiesta, a Jimmy se le da la tarea de llevar a casa a la madre de su amigo divorciado, Joyce Fickett (Ann Magnuson), quien convenientemente lo seduce. Ya que está llegando tarde para recoger a Lisa, ella va al baile con el rico Matthew Hollander (Jason Court) en su lugar.
Jimmy luego estrella el auto familiar y comparte un acercamiento íntimo con su padre (Paul Koslo) mientras se convierte en un héroe.

## Reparto
| Actor              | Personaje        |
| ------------------ | ---------------- |
| River Phoenix      | Jimmy Reardon    |
| Ann Magnuson       | Joyce Fickett    |
| Meredith Salenger  | Lisa Bentwright  |
| Ione Skye          | Denise Hunter    |
| Louanne Sirota     | Suzie Middleberg |
| Matthew Perry      | Fred Roberts     |
| Paul Koslo         | Al Reardon       |
| Jane Hallaren      | Faye Reardon     |
| Jason Court        | Mathew Hollander |
| James Deuter       | Sr. Spaulding    |
| Marji Banks        | Emma Spaulding   |
| Margaret Moore     | Sra. Bentwright  |
| Anastasia Fielding | Elaine           |
| Kamie Harper       | Rosie Reardon    |
| Johnny Galecki     | Toby Reardon     |
| Alan Goldsher      | Músico #2        |